# Саффолк (округ, Массачусетс)
Шаблон:StateAbbr_ 42°20′06″ пн. ш. 71°04′25″ зх. д. / 42.334949° пн. ш. 71.073494° зх. д.
Округ Саффолк (англ. Suffolk County) — округ (графство) у штаті  Массачусетс, США. Ідентифікатор округу 25025.

## Демографія
За даними перепису 
2000 року 
загальне населення округу становило 689807 осіб, усе міське.
Серед мешканців округу чоловіків було 332675, а жінок — 357132. В окрузі було 278722 домогосподарства, 139159 родин, які мешкали в 292520 будинках.
Середній розмір родини становив 3,17.
Віковий розподіл населення поданий у таблиці:
| Стать    | До 15 років | 15-21 | 22-29 | 30-39 | 40-49 | 50-65 | 65-85 | Понад 85 |
| -------- | ----------- | ----- | ----- | ----- | ----- | ----- | ----- | -------- |
| Чоловіки | 60166       | 39375 | 59720 | 61169 | 43075 | 39750 | 26630 | 2790     |
| Жінки    | 57665       | 40363 | 62860 | 59816 | 44544 | 45141 | 38933 | 7810     |

## Суміжні округи
- Ессекс — північ
- Норфолк — південь
- Міддлсекс — захід

## Виноски
1. ↑  U.S. Decennial Census. United States Census Bureau. Архів оригіналу за 26 квітня 2015. Процитовано 16 вересня 2014. {{cite web}}: Cite має пустий невідомий параметр: |df= (довідка)
2. ↑  Historical Census Browser. University of Virginia Library. Архів оригіналу за 11 серпня 2012. Процитовано 16 вересня 2014. {{cite web}}: Cite має пустий невідомий параметр: |df= (довідка)
3. ↑  Population of Counties by Decennial Census: 1900 to 1990. United States Census Bureau. Архів оригіналу за 28 квітня 2015. Процитовано 16 вересня 2014. {{cite web}}: Cite має пустий невідомий параметр: |df= (довідка)
4. ↑  Census 2000 PHC-T-4. Ranking Tables for Counties: 1990 and 2000 (PDF). United States Census Bureau. Архів (PDF) оригіналу за 18 грудня 2014. Процитовано 16 вересня 2014. {{cite web}}: Cite має пустий невідомий параметр: |df= (довідка)
5. ↑  State & County QuickFacts. United States Census Bureau. Архів оригіналу за 24 червня 2011. Процитовано 22 червня 2014. {{cite web}}: Cite має пустий невідомий параметр: |df= (довідка) [Архівовано 2011-07-31 у Wayback Machine.]
6. ↑  American FactFinder. Бюро перепису населення США. Архів оригіналу за 26 лютого 2012. Процитовано 31 січня 2008. [Архівовано 2008-05-21 у Wayback Machine.]

| США | Це незавершена стаття з географії США. Ви можете допомогти проєкту, виправивши або дописавши її. |